# Alan van Heerden
Alan van Heerden (né le 11 décembre 1954 à Johannesburg et mort le 15 décembre 2009) est un coureur cycliste sud-africain.

## Biographie
Professionnel de 1979 à 1991, il est le premier coureur sud-africain à avoir remporté une étape d'un grand tour, lors du Tour d'Italie 1979. Il est mort le 15 décembre 2009 des suites d'un accident de la circulation. Ses deux fils Juan et Christoff sont professionnel dans l'équipe MTN. 

## Palmarès sur route

### Par année
- 1973
  - 1re, 10e et 11e étapes du Rapport Toer
- 1974
  - 2e, 7eb et 11eb étapes du Rapport Toer
- 1975
  - 3e, 6e, 15e, 19e et 20e étapes du Rapport Toer
- 1976
  - 4e, 5e, 10e, 14e, 15e, 16e et 19e étapes du Rapport Toer
- 1977
  - 4e, 7e, 8e, 9e, 11e, 13e et 15e étapes du Rapport Toer
  - 2e du Rapport Toer
- 1978
  - Paris-Orléans
  - 2e étape du Tour d'Île-de-France
  - 3e de Paris-Roubaix amateurs
- 1979
  - 7e étape du Tour d'Italie
- 1980
  - 2e du Grand Prix Raf Jonckheere
  - 3e de Grote Prijs Dr. Eugeen Roggeman
- 1982
  - Classement général du Rapport Toer
- 1986
  - 3e et 5e étapes du Rapport Toer
- 1987
  - Classement général du Rapport Toer
- 1988
  - 13e étape du Rapport Toer (contre-la-montre)

### Résultat sur le Tour d'Italie
1 participation
- 1979 : 75e, vainqueur de la 7e étape

## Palmarès sur piste

### Championnats nationaux
- Champion d'Afrique du Sud de poursuite amateurs en 1972, 1975 et 1978
- Champion d'Afrique du Sud du kilomètre amateurs en 1977